# Orø
Orø er en ø på godt 14 km², der er beliggende inderst i Isefjorden. Øen er en af de 27 småøer der har sluttet sig sammen i Sammenslutningen af danske småøer.
På øen, som har 987 indbyggere i 2022 , ligger fire byer: Bybjerg, Brønde, Gamløse og Næsby, og der er omkring 1200 sommerhuse på øen.
Orø var indtil kommunalreformen i 1970 en selvstændig sognekommune i Holbæk Amt men er i dag en del af Holbæk Kommune. Orø har Dagli' Brugsen, postbutik, kro, egen læge og skole til og med 6. klassetrin.
Man kommer til Orø med færge fra Holbæk til Brønde (30 min) eller med kabelfærge fra Hammer Bakke i Hornsherred over Østreløb (6 min).

## Øens navn
Orø eller Ourø, i Valdemars Jordebog skrevet Wartherø, i 1320 Worthærøø. Når forleddet står i pluralis, kan det tyde på, al øen har haft mere end én warth, og den synes virkelig at have haft to. Orø deler Isefjorden i to bredninger, Yderbredningen og Inderbredningen, indbyrdes forbundne ved to smalle sejlløb, Vesterløbet og Østerløbet. Ved det førstnævnte ligger Børrehoved, ved det sidstnævnte Børreklak.

## Historie
Mens man i vore dage intet kender til et anlæg på Børrehoved, er Børreklak navn på en i 1870-71 totalt sløjfet halvkredsvold med foranliggende grav, åben ud imod den stejle fjordbrink og omsluttende en flade på kun ca. 9 x 7,5 m, altså lige stor nok til at kunne rumme et lille tårn, men heller ikke mere.
Øen har altså haft to anlæg, af hvilke det ene, Børreklak, sandsynligvis har rummet et primitivt vagttårn af tømmer (munkesten vides ikke at være fundet under rydningen, derimod lå der tømmer i graven), medens karakteren af anlægget på Børrehoved ikke kendes, da det må være blevet jævnet længe før mands minde. Fra disse to punkter har begge sejlløb kunnet holdes under kontrol, og faresignaler gives dels til Tuse Herred i vest, dels til Hornsherred i øst. Isefjorden må have fungeret som en meget vigtig indfaldsport til de vest- og midtsjællandske bygder. På Sprogø blev der også bygget tårn frem til ca. 1160, da Valdemar den Store byggede det antagelig sidste vagttårn: Castellum in Sproga, som der står på blypladen i hans grav.
I 1951 blev der lagt et 10 kilovolt-søkabel til øen fra Hammer Bakke.

## Rejseskildringer
Maria Christine Bojesen, Rejse igjennem Danmark Levins Forlag, København 1856 beretter i en rejseskildring fra 1856 om livet og historien på øen:
”Midt i Issefjorden, i den Deel af den, der ligger imellem Lammefjorden og Holbek Fjord, findes Ourø, en sund og frugtbar lille Ø, der har adskillige gode Kilder; disses Vande blive imidlertid lige saa lidet benyttede som Styrkemidler, som Landets mangfoldige andre rige Kildevæld blive det; kun St. Hansaften driver Overtroen Folk til dem. Dronning Margrethe (1.) skal have havt et Lystslot på Øen, af hvilket der endnu findes Spor i en Høj ved Kirken, der kaldes Steenbjerg; også er det bleven forudsat, at Eskilds Kloster kan have staaet der, og ikke paa den lille Ø i Roskildefjord, der bærer Navn efter Erkebiskoppen. Ourø havde i Middelalderen Ord for at være fuld af Røvere, og Røverborgen skal have staaet der, hvor der endnu findes nogle Ruiner, som kaldes "Burre". Men Røvere, ja det var jo paa en Maade de fleste af vort Fødelands Beboere i tidligere Dage; Sørøvere, der droge ud paa Tog og havde deres Boliger paa Pynterne af de mange Landtunger, der til alle Sider løbe ud i Havet og kaldes Næsser, og hvis Beboere kaldtes Næssekonger eller Næssegrever.
På Ourø skal Præsten og Sognefogden have nogle Forrettigheder, fordi de i Svenskekrigen under Frederik den Tredie frelste Øboernes Liv. Der var nemlig en fjendtlig Høvedsmand, der havde indtaget Øen og gjorde sig til af, at hans Konge havde lovet ham den, når Krigen var til Ende, og Bønderne skulde saa ikke komme til at prale af, at han førte for mildt et Herredømme. 
Af Frygt for den Tid, der blev spaaet dem, faldt Nogle paa at slaae ham ihjel, og nedgravede hemmeligt hans Lig, hvorpaa de flygtede bort fra Øen. Men da Karl X Gustav fik denne Udaad at høre, bød han, at alle Mænd paa Øen skulde springe over Klingen; Præsten og Sognefogden afværgede imidlertid ulykken, ved at lade sig føre frem for den svenske konge, der laa for Kalundborg og da tale Øboernes Sag saa kraftigt, at kongen tilbagekaldte den udtalte Straffedom. Siden, da Landet havde faaet Fred, og kong Frederik fik Nys om Sagen, gav han Talsmændene noget Jordegods og adskillige Rettigheder, som de efterlevende fremdeles have beholdt.”

## Margrethekorset fra Orø
Det vigtigste arkæologiske fund gjort på Orø er det store, særpregede relikviekors, udført i Norden omkring år 1100, med byzantinsk påvirkning.
Korset blev fundet af tjenestepige Bodil Margrethe Hansdatter, som 14. september 1849 gik på veststranden af Orøs nordspids, over den friskpløjede mark på sin morbrors gård ved Næsby. Her fik hun øje på kanten af en blank genstand, som viste sig at være det guldkors, som efter hende blev kaldt Margrethekorset. Pigens morbrødre gik hen for at se fundstedet, og kort derfra fandt de guldkæden i Urnesstil og guldperlen, som hører til korset.
På forsidens korsarme er der indskrifter. Over Jesu venstre arm er indskrevet: ISACO, dvs. Isak, Abrahams søn. Isak var anvendt som drengenavn i middelalderen, især kendt fra Sjælland og Skåne. Under Jesu højre og venstre arm står: OLAFC / VNVnCE dvs. olaf cununce. Olaf eller Olav var et udbredt drengenavn, mens cununce vist nok var en skånsk form af ordet "konge". Navnet Olaf kan henvise til den norske helgenkonge Olav Haraldsson, som havde relikvier efter sig spredt over hele Europa; men også til dronning Margrethes søn Oluf, som en gang havde tabt sit kors under en jagt. En anden overlevering lyder, at dronning Margrethe havde et jagtslot på toppen af åsen Stensbjerg.
Det lille hulrum i korset, beregnet til en relikvie, var tomt, men kan have indeholdt en splint fra Kristi kors. På forsiden ses den korsfæstede Jesus, der træder på hedenskabets drage. Over ham ses Guds højre hånd mellem sol og måne, og til højre og venstre for Jesu arme to små figurer, formentlig jomfru Maria og Johannes Døberen. På bagsiden ses jomfru Maria med slør og evangeliebog. Over hendes hoved svæver som et symbol på bebudelsen, Helligåndens due og bogstaverne S MA (Skt. Maria?). Ved siderne ses i medaljoner to helgener og de græske bogstaver A og O ("alfa og omega"), som henvisning til Kristus som livets begyndelse og ende. Kors og kæde består af 310 gram 22 karat guld. Selve korset er 8,3 cm højt og 6,25 cm bredt. Orøkorset er i dag udstillet på Nationalmuseet i København, mens en kopi kan ses på museet Ourø Minder. To kopier findes, begge udført af guldsmed Jørgen Schmidt Kjergaard fra Holbæk. I 1986 fik dronning Margrethe 2. foræret en kopi under sit besøg i Holbæk ved købstadens 700-års jubilæum.  
Korsets finder Bodil Margrethe var forelsket i en bondesøn fra Bybjerg, men hans forældre ønskede ikke en tjenestepige velkommen som svigerdatter. Nu fik hun imidlertid en godtgørelse på 334 rigsdaler for danefæ udbetalt fra Oldnordisk Museum, og dermed var hun god nok alligevel.

## Seværdigheder
På Orø findes to nationale seværdigheder: Orø Kirke og Orø Museum eller Orø Minder som den også kaldes, der har samlinger af effekter fra øens bondeliv, samt et stort lokalarkiv.
Derudover findes på Margrethebakken det forhenværende vandtårn, der i 2013 blev istandsat og lavet om til museet KulturBeholderen, der rummer en udstilling om Orøs historie.
Orøstrand dyrepark er en dyrepark med omkring 500 dyr, blandt dem er Nordeuropas største tigerpython, som der er tradition for at måle og veje i efterårsferien. I efteråret 2024 blev det meldt ud, at parken ville lukke, fordi det var blevet for dyrt at drive den.